# Hermann Werner Engelbert von Westhoven
Hermann Werner Engelbert von Westhoven (* 11. September 1685 in Hamm/Westfalen; † 3. August 1732 in Berlin) war ein deutscher Mediziner, Arzt und Bürgermeister der Stadt Hamm sowie Mitglied der Gelehrtenakademie „Leopoldina“.
Hermann Werner Engelbert war Sohn des Arztes Rüdiger von Westhoven und dessen Ehefrau, Gertrudis von Trier. Sein Bruder, Johann Gottfried Friedrich von Westhoven, wurde ebenfalls Arzt.
Hermann Werner Engelbert von Westhoven besuchte bis zum Jahr 1705 das Gymnasium in Gotha und studierte anschließend Medizin in Leiden und Harderwijk. Er war Edler und Ritter des Heiligen Römischen Reiches, Pfalzgraf und Kaiserlicher poëta laureatus, Stadtarzt und Ratsherr der Stadt Hamm sowie Adjunct des obersten ärztlichen Kollegiums der Grafschaft Mark. Im Jahr 1721 wurde er zum dritten Bürgermeister der Stadt Hamm gewählt. 
Hermann Werner Engelbert von Westhoven wurde am 10. April 1713 unter der Matrikel-Nr. 299 mit dem akademischen Beinamen HERMOPHILUS als Mitglied in die Leopoldina aufgenommen.

## Werke
- Dissertatio Philologico-Anatomico-Chirurgico-Medica De Angina, Nova adornata methodo, & ex obstructis Glandularum Thyreoidearum vasis lymphaticis clarissime deducta / S.R.I. Equite, Comite Palatino Cæsareo, Med. Doctore, ... Laureato Imperatorio. Lemgoviæ : Sumptæ ac Typis Henrici Wilhelmi Meyeri, Aulæ Lippiacæ Typograph, 1718 (Digitalisat).
- Consultatio Philologico–Theologico–Medica Curiosa de Peste, Meyerus Lemgoviae 1721.
- Tractatus curiosus de senum avaritia medicorum experientissimorum curam prorsus eludente, 1724 (Digitalisat).